# Смиренино
Смиренино — деревня в Лухском районе Ивановской области России, входит в состав Порздневского сельского поселения.

## География
Расположено на берегу реки Добрица в 10 км на северо-восток от центра поселения села Порздни и в 29 км на северо-восток от районного центра посёлка Лух.

## История
В XIX — первой четверти XX века деревня являлась центром Якушевской волости Юрьевецкого уезда Костромской губернии, с 1918 года — Иваново-Вознесенской губернии.
С 1935 года деревня входила в состав Быковского сельсовета Лухского района Ивановской области, с 2005 года — в составе Порздневского сельского поселения. 

## Население
| 1872 | 1897 | 1907 | 2002 | 2010 |
| ---- | ---- | ---- | ---- | ---- |
| 165  | ↘127 | ↗149 | ↘126 | ↘112 |